# Anna Maria Molina de Haro
Anna Maria Molina de Haro   (Girona, 2 de gener de 1950 - Hospital Universitari de la Vall d'Hebron, 17 d'agost de 1979) va ser una atleta catalana.

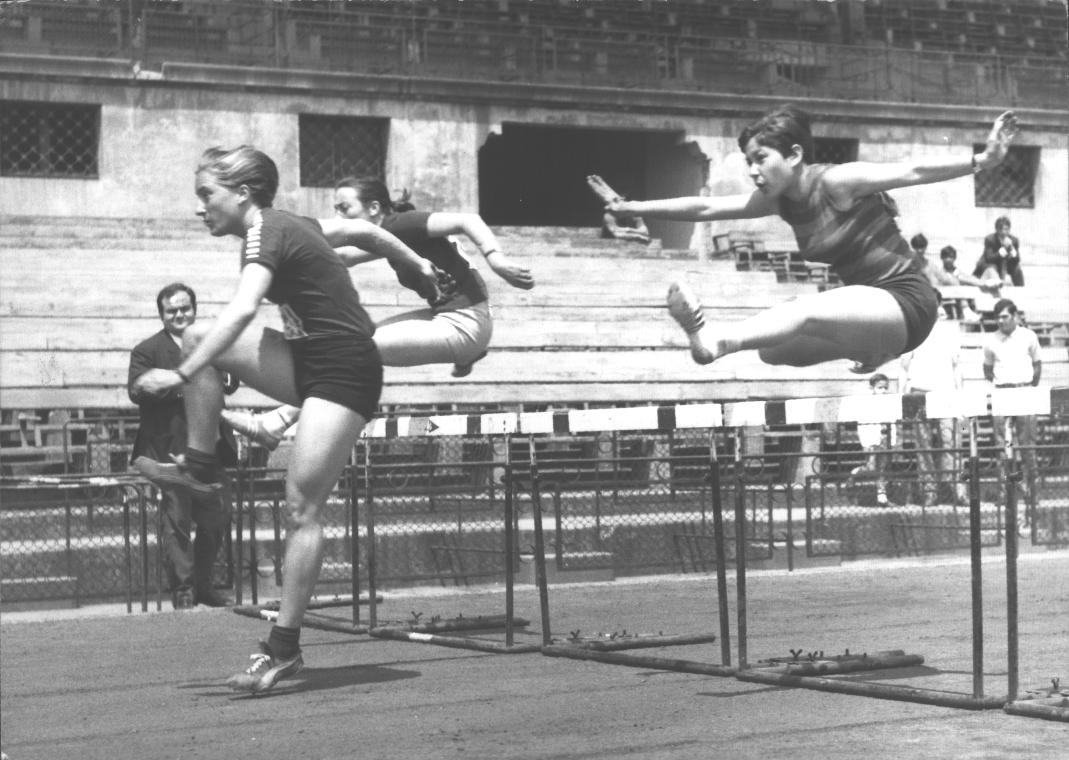
Molina en una cursa de tanques

Va començar a córrer i saltar als tretze anys i va desenvolupar gran part de la seva carrera esportiva al Grup Excursionista i Esportiu Gironí (GEiEG), i també va passar pel club de Vallehermoso de Madrid. Entre 1967 i 1978, va ser campiona d'Espanya en vint-i-cinc ocasions (disset a l'aire lliure i vuit en pista coberta) i campiona de Catalunya en vint-i-quatre ocasions (quinze a l'aire lliure i nou en pista coberta). Va obtenir els seus títols en curses de tanques i en salt d'alçada, en llançament de pes i de disc i en proves combinades.
Tot i els seus bons resultats, no va poder participar en els Jocs Europeus Júnior (avui dia, Campionats d'Europa júnior) de 1968 per motius polítics; se celebraven a Leipzig, aleshores pertanyent a la República Democràtica Alemanya, i Espanya va renunciar a participar-hi perquè era un país comunista. Tampoc va poder participar en els Jocs Olímpics de Múnic de l'any 1972 a causa d'una lesió que va patir l'any anterior, una «luxació de ròtula, amb arrencament del tendó del bíceps i fractura completa del nervi ciàtic popliti extern». Des d'aleshores es va limitar als llançaments de pes i de disc, proves en què va acumular catorze títols estatals. Durant la seva carrera va millorar cinquanta-dos rècords de Catalunya a l'aire lliure i vint-i-vuit d'Espanya. I des que va patir la lesió fins que es va retirar, el 1978, va guanyar tots els campionats estatals de llançament de pes. Va rebre l'Insígnia d'Or de la Federació Espanyola d'Atletisme en reconeixement de les seves fites esportives.
Va morir el 17 d'agost de 1979 a l'Hospital Universitari Vall d'Hebron conseqüència de les ferides greus provocades en un accident de cotxe el 7 d'agost. A causa del fort cop rebut al cap, va quedar en coma i no se'n va recuperar.

## Palmarès
Campiona de Catalunya
- Llançament de pes: 1967, 1968, 1969, 1971, 1974, 1975, 1976
- Pentatló: 1966, 1967, 1969, 1970, 1971
- 80 metres tanques: 1968
- 100 metres tanques: 1969, 1971

Campiona d'Espanya
- Llançament de pes: 1969, 1971, 1973, 1974, 1975, 1976, 1977, 1978
- Llançament de disc: 1975, 1976
- Pentatló: 1967, 1969, 1970, 1971
- 80 metres tanques: 1967, 1968
- 100 metres tanques: 1969, 1970, 1971